# Kecskefűz
A kecskefűz (Salix caprea) a Malpighiales rendjébe, ezen belül a fűzfafélék (Salicaceae) családjába tartozó faj.

## Előfordulása
Ez a növény Európában és Ázsia nyugati- és középső részein őshonos.

## Megjelenése
A kecskefűz 3-10 méter magas, termetes bokor vagy kisebb fa. Levelei 4-10 centiméter hosszúak és 2-4 centiméter szélesek, közepükön vagy a közepük fölött a legszélesebbek, elliptikusak vagy csaknem kerekdedek, hegyesek vagy tompák, rövid hegybe végződnek; felül kopaszak vagy elszórtan szőrösek, színük fénytelen olajzöld, érhálózatuk a levéllemez széle felé kifejezetten besüllyedt, fonákuk szürkésen molyhos szőrű. A feltűnően nagy barkavirágzatok lombfakadás előtt jelennek meg, felnyílás előtt ezüstös-fehér, prémes szőrzet burkolja őket.

## Életmódja
A kecskefűz a dombvidékektől mintegy 2000 méter magasságig nyirkos, gyakran vízfolyásos vályogtalajokon, erdei vágásokban, erdőszéleken, ligeterdőkben, tölgyesekben fordul elő. Erdei irtásterületeken, töltéseken, kavicsbányákban az elsőként megjelenő fás növények közé tartozik. Nem különösebben igényes, a gyengébb minőségű, de megfelelően nyirkos és jól szellőzött talajokon is jól fejlődik.

## Képek

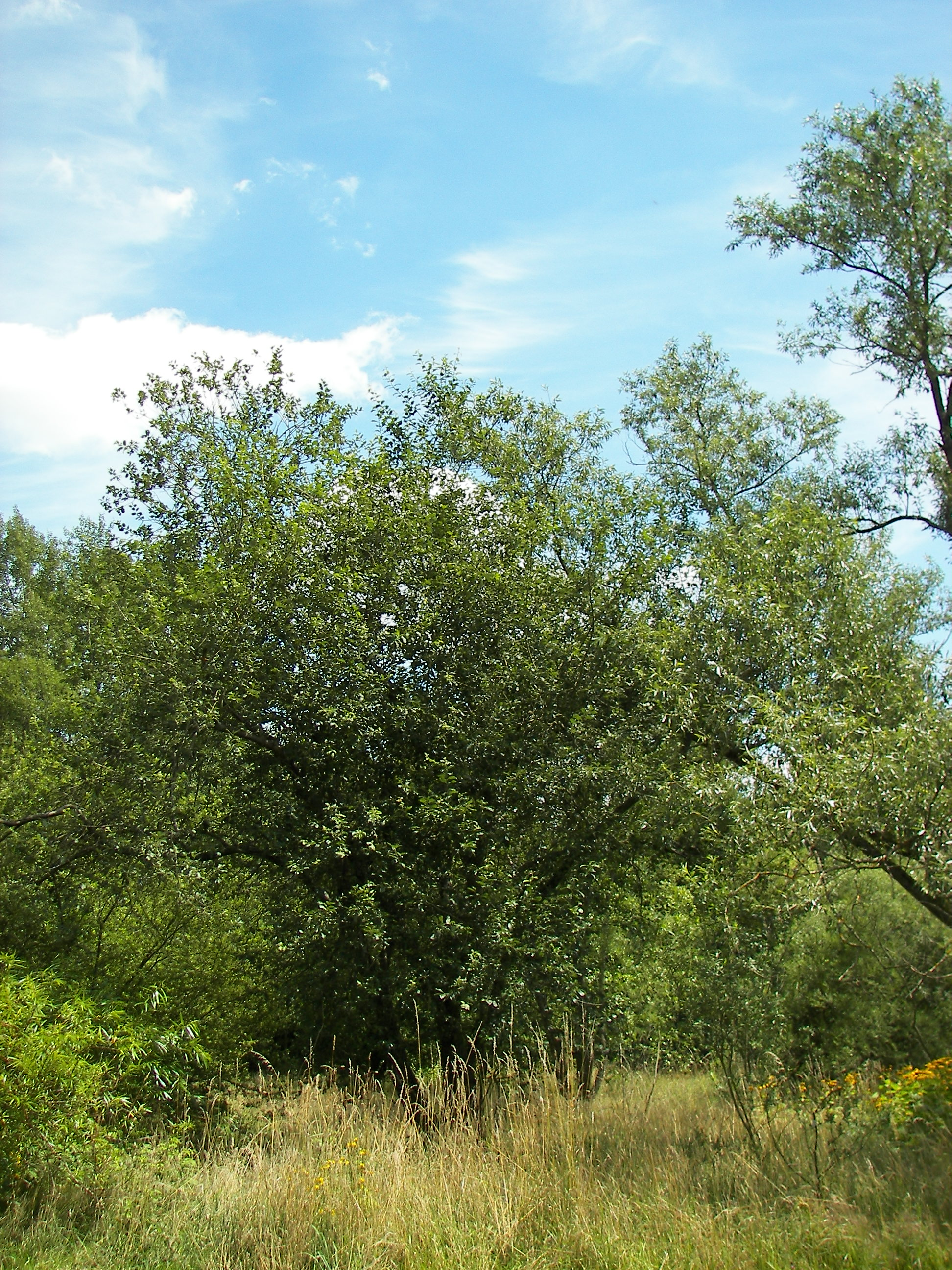
A fa nyáron
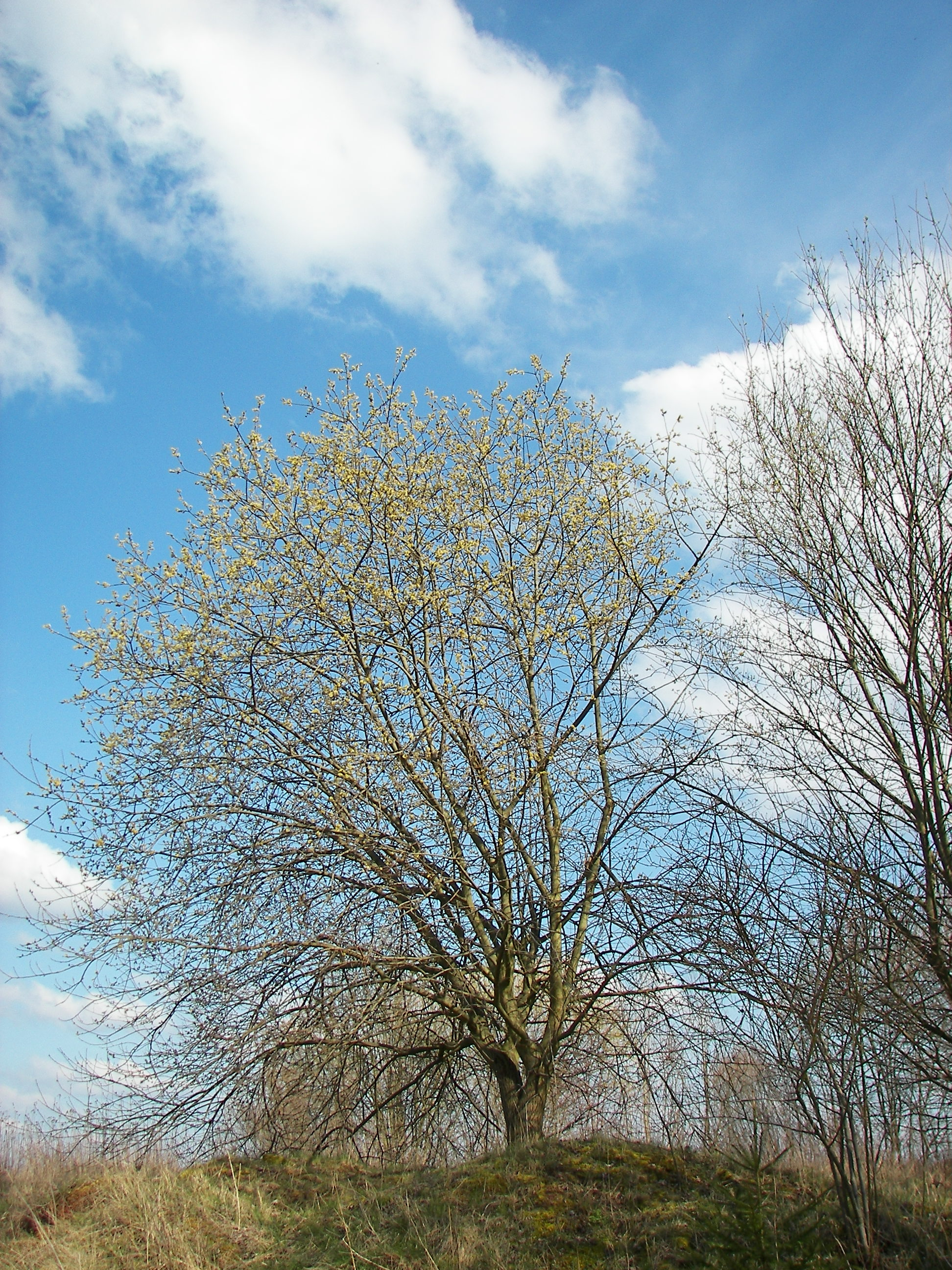
és kora tavasszal
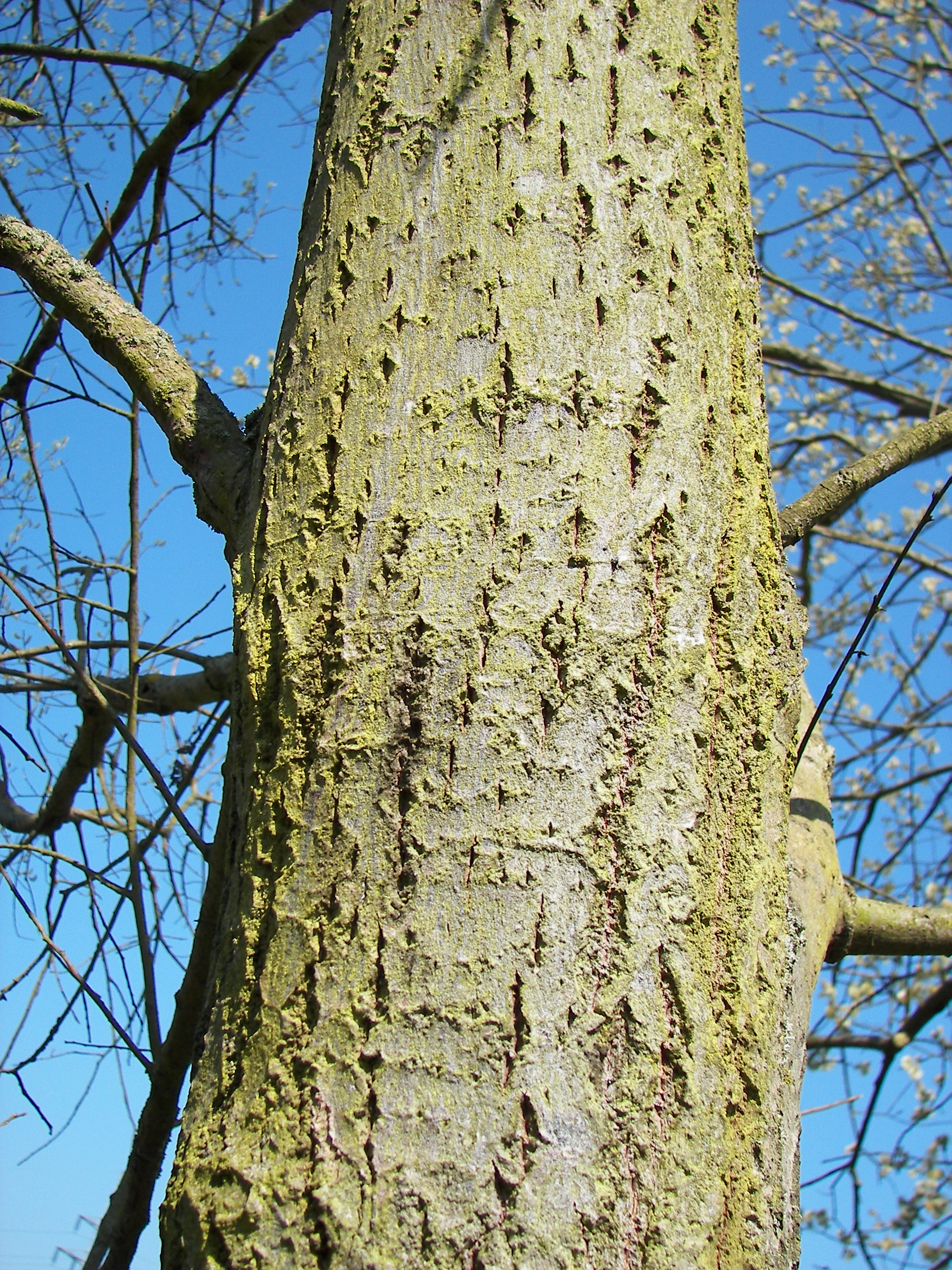
Kérge,
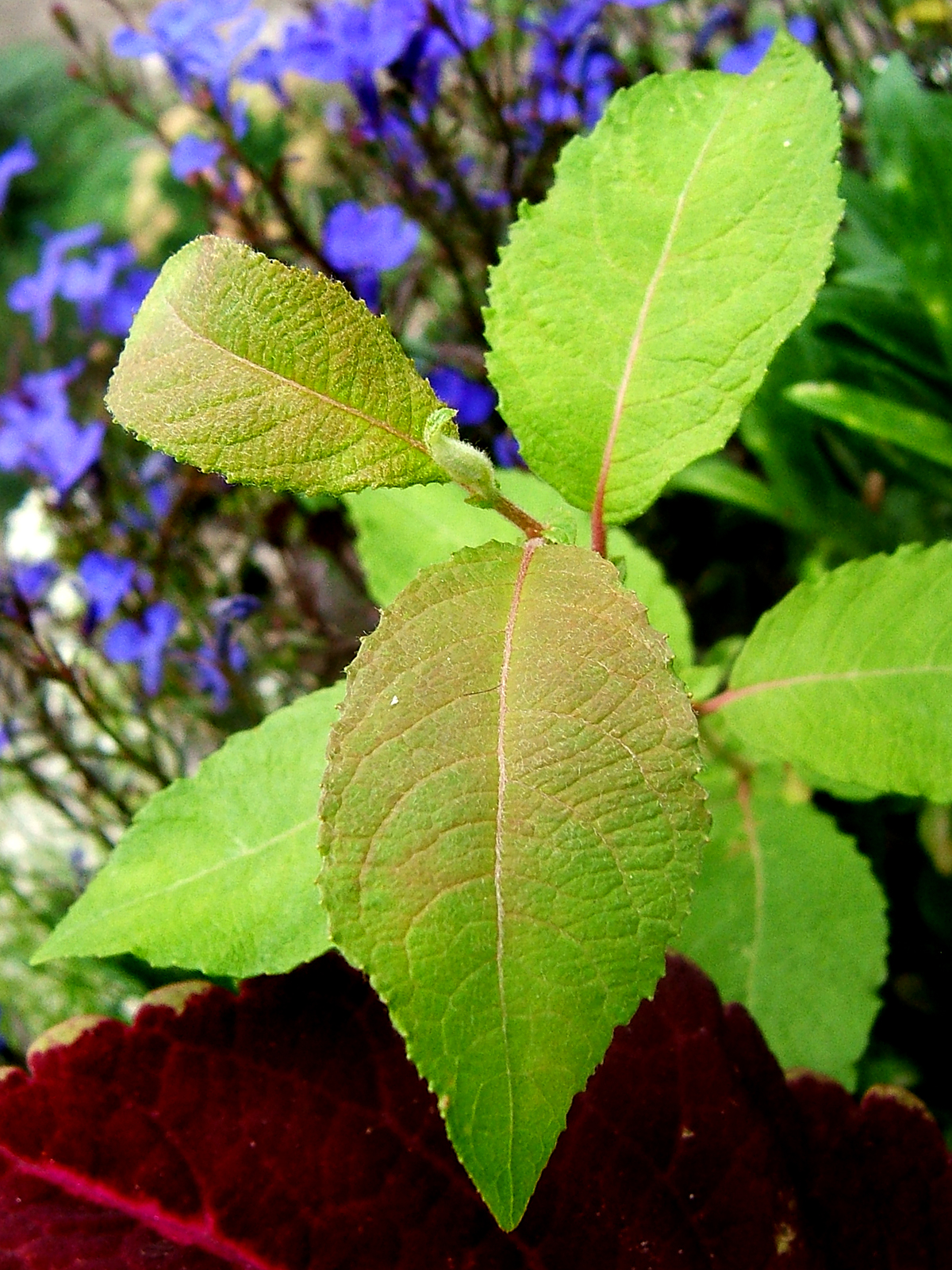
levelei
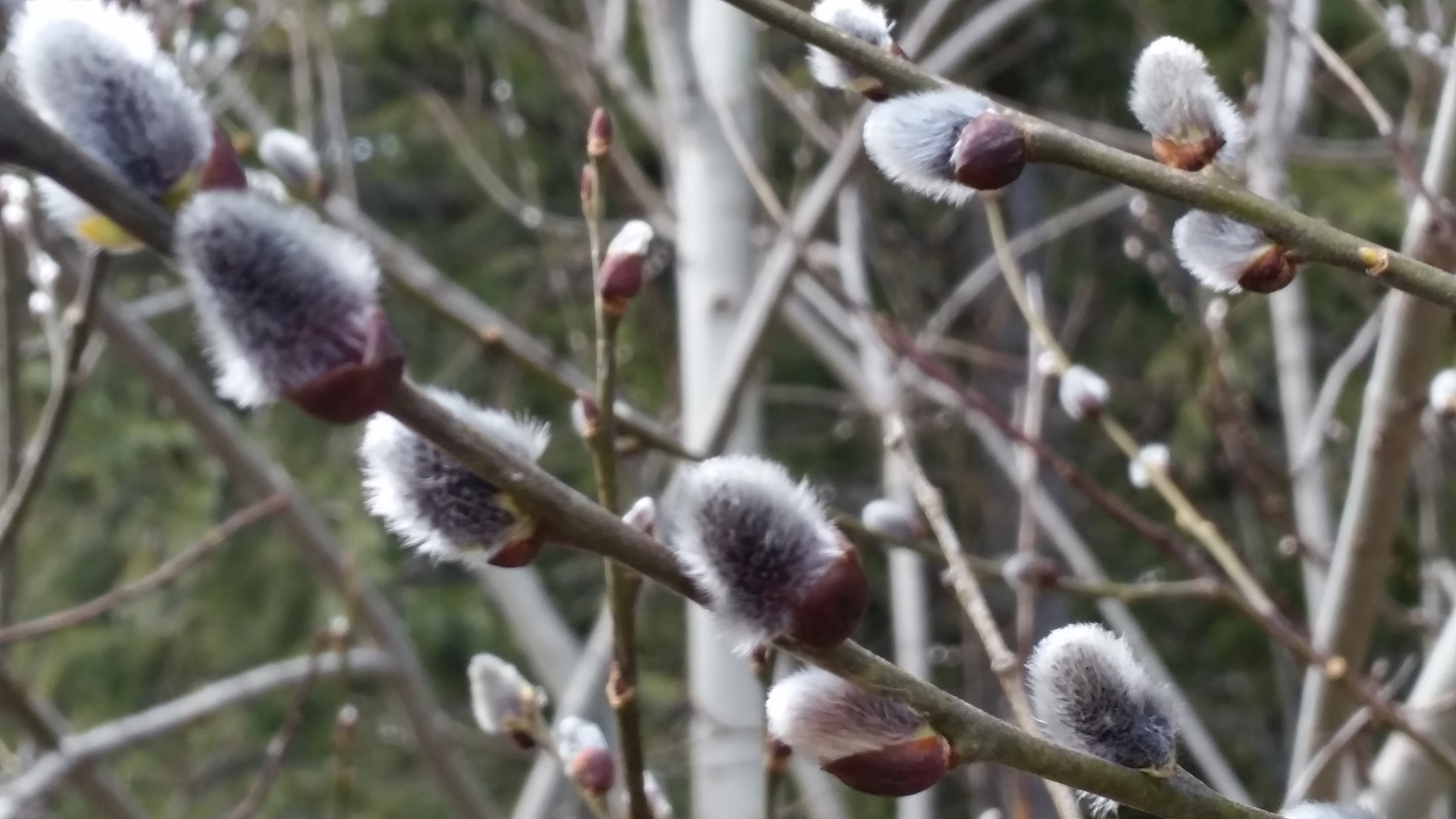
barkái
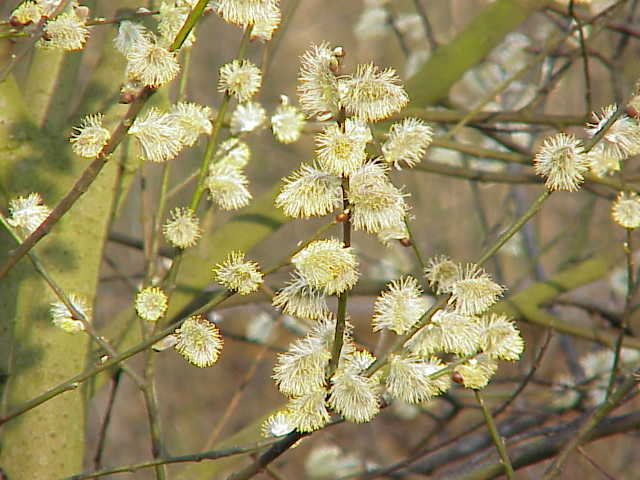
Kecskefűz hímivarú barkái
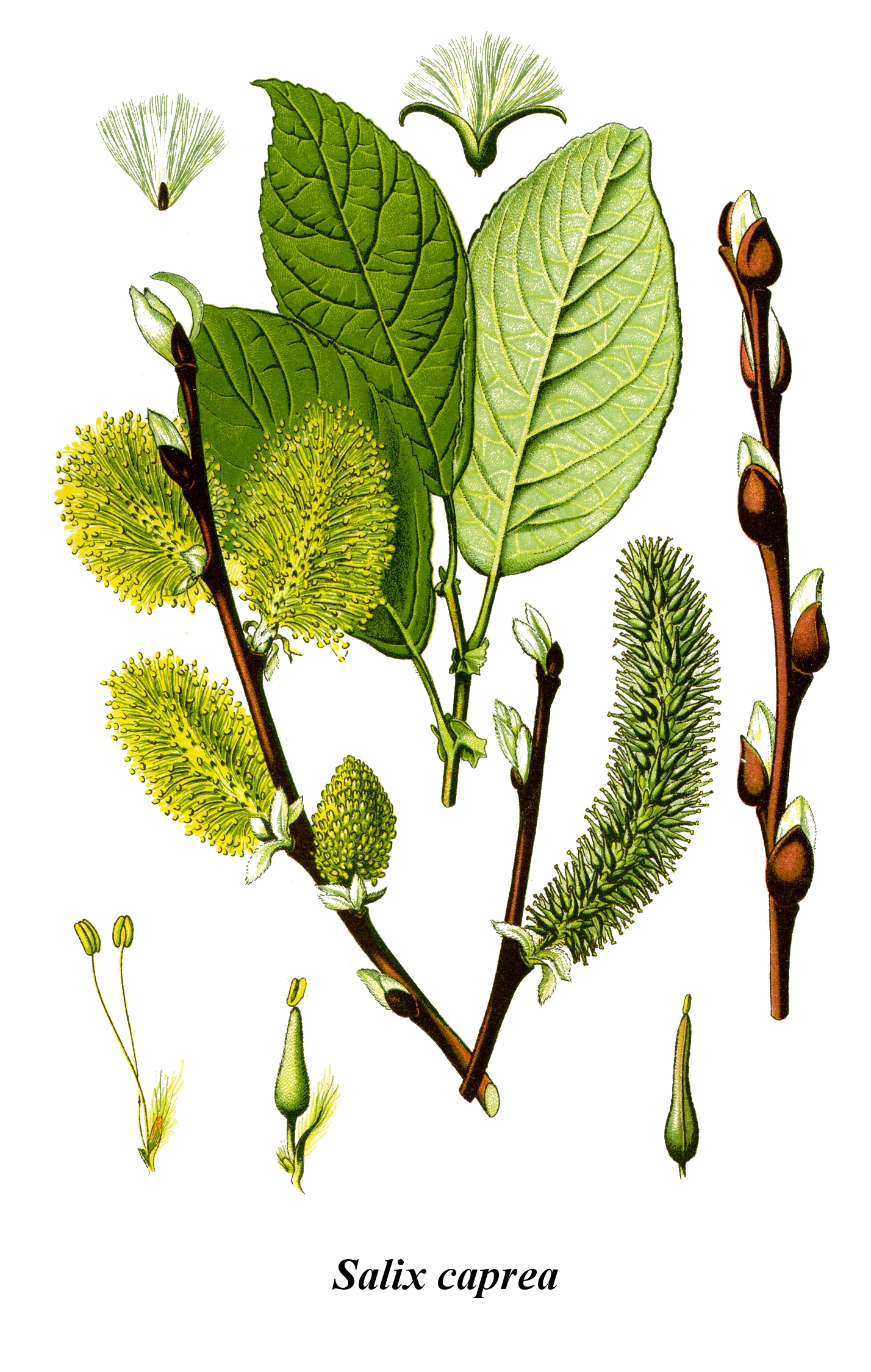
Rajz a levelekről, barkákról és magokról